# Putney (Georgia)
Putney is een plaats (census-designated place) in de Amerikaanse staat Georgia, en valt bestuurlijk gezien onder Dougherty County.

## Demografie
Bij de volkstelling in 2000 werd het aantal inwoners vastgesteld op 2998.

## Geografie
Volgens het United States Census Bureau beslaat de plaats een oppervlakte van
56,1 km², waarvan 55,6 km² land en 0,5 km² water. Putney ligt op ongeveer 58 m boven zeeniveau.

## Plaatsen in de nabije omgeving
De onderstaande figuur toont nabijgelegen plaatsen in een straal van 28 km rond Putney.